# Röra socken
Röra socken i Bohuslän ingick i Orusts västra härad, ingår sedan 1971 i Orusts kommun och motsvarar från 2016 Röra distrikt.
Socknens areal är 45,18 kvadratkilometer varav 44,88 land. År 2000 fanns här 2 903 invånare.  Tätorten Henån, småorten Dalby samt sockenkyrkan Röra kyrka ligger i socknen.   

## Administrativ historik
Röra socken har medeltida ursprung.
Vid kommunreformen 1862 övergick socknens ansvar för de kyrkliga frågorna till Röra församling och för de borgerliga frågorna bildades Röra landskommun. Landskommunen inkorporerades 1952 i Tegneby landskommun som uppgick 1962 i Östra Orusts landskommun som 1971 uppgick i Orusts kommun.
1 januari 2016 inrättades distriktet Röra, med samma omfattning som församlingen hade 1999/2000.  
Socknen har tillhört län, fögderier, tingslag och domsagor enligt vad som beskrivs i artikeln Orusts västra härad. De indelta båtsmännen tillhörde 1:a Bohusläns båtsmanskompani..

## Geografi
Tegneby socken ligger på norra Orust med Koljö- och Borgilafjordarna i norr med skärgård. Socknen består av dalgångsbygder mellan kuperade kala bergsplatåer.

## Fornlämningar
Drygt 40 boplatser, en dösar och en gånggrift från stenåldern har påträffats. Från bronsåldern finns gravrösen. Från järnåldern finns fem gravfält och tre fornborgar.

## Befolkningsutveckling
Befolkningen ökade från 798 1810 till 1 789 år 1900 varefter den minskade till 1 248 1960 då den var som minst under 1900-talet. Därefter vände folkmängden uppåt igen till 2 679 1990.

## Namnet
Namnet skrevs 1388 Riodrom och kommer från kyrkbyn. Namnet innehåller rjodhr (ryd), 'röjning, öppen plats'.